# Глендора (Мисисипи)
Глендора (енгл. Glendora) град је у америчкој савезној држави Мисисипи.

## Демографија
По попису из 2010. године број становника је 151, што је 134 (-47,0%) становника мање него 2000. године.
| Група             | 2000.       | 2010.       |
| Белци             | 13 (4,6%)   | 1 (0,7%)    |
| Афроамериканци    | 263 (92,3%) | 148 (98,0%) |
| Азијати           | 0 (0,0%)    | 0 (0,0%)    |
| Хиспаноамериканци | 9 (3,2%)    | 2 (1,3%)    |
| Укупно            | 285         | 151         |